# 10 Upper Bank Street
10 Upper Bank Street è un grattacielo di 32 piani, alto 151 metri, situato a Canary Wharf nella zona dei Docklands di Londra, nel Regno Unito.
È stato progettato dall'architetto Kohn Pedersen Fox e costruito da Canary Wharf Contractors. Gran parte dell'edificio è occupato dallo studio legale Clifford Chance e funge da quartier generale mondiale dello stesso.

## Inquilini
- Clifford Chance
- FTSE Group
- MasterCard UK
- Total
- Infosys
- Deutsche Bank
- Van Dyk